# Murias de Paredes
Murias de Paredes – gmina w Hiszpanii, w prowincji León, w Kastylii i León, o powierzchni 202,18 km². W 2011 roku gmina liczyła 483 mieszkańców.